# Американский дракон: Джейк Лонг
Американский дракон: Джейк Лонг (англ. American Dragon: Jake Long) — американский мультсериал студии Walt Disney Television Animation. Мультсериал был показан на американском канале Disney в период с 21 января 2005 года по 1 сентября 2007 года. В настоящее время[когда?] транслируется на канале Disney XD, в США и Великобритании.

## Сюжет
Этот анимационный сериал рассказывает историю о тринадцатилетнем подростке Джейке Лонге (с китайского: Lóng — дракон), который, как все, ходит в школу, имеет двух лучших друзей и периодически борется с логичными для его возраста проблемами. Но мало кто знает, что он давно ведёт двойную жизнь, так как был рожден с необычными способностями: Джейк может превращаться в крупного огнедышащего дракона. Он учится контролировать свои силы и возможности, но, естественно, не без помощи.
Помогает и тренирует Джейка его дедушка, серьёзный и мудрый, тоже способный обращаться в дракона (и летать без крыльев, только извиваясь телом), старик, у которого есть свой магазинчик, Лао Ши (с китайского: Làoshī — учитель). Верный друг и официальный защитник Джейка — говорящий пес Фу, готовый помочь хозяину, даже если сам Лао Ши не позволяет ему этого. Фу знает много и достаточно хорошо готовит разные зелья и также тренирует Джейкоба.
В школе у Американского дракона есть как друзья — Трикси и Спад, с которыми он проводит время, помогают ему наладить связи и общение со школьной красоткой Роуз, — так и соперники, а именно 16-летний «богач» школы, Брэдстер, мешает Джейку, временами позоря и унижая его, а также отбивая Роуз. Только та больше симпатизирует к Джейку, хотя не знает, что он — её заклятый враг, ведь Роуз тоже не проста и является охотницей на драконов из клана, который стремится уничтожить всех магических существ — Хансклана. Роуз под именем Хансгёл является ученицей Хансмена, самого главного из охотников, и готовится убить Американского дракона. Ни охотник, ни постоянная жертва понятия не имеют о сущности каждого из них в мире людей. Особым переворотом стал момент, когда Хансмен узнал, что Хансгёл встречается с американским драконом, которого она как бы "убила "дважды. Первый раз - была инсценировка. Второй - Хансгел принесла сброшенную кожу Джейка из - за цикла линьки, как шкуру дракона. Хансмен поставил ей ультиматум: либо она принесёт ему последние три магических черепа и убьёт дракона, либо он убьёт её родителей. Хансгёл выбрала первое. Несмотря на предательство, Джейк не дал Роуз исчезнуть вместе с Ханскланом. Он загадал, избавление от Хансклана, дав таким образом Роуз "нормальную жизнь". Джейк решил пусть Роуз живёт обычной жизнью, не помня его, чем исчезнет вместе с Ханскланом.
Также как Трикси и Спад не знают о второй жизни Джейка. Но однажды они находят в переулке обездвиженного дракона и отдают его учителю, профессору Ротвуду, за хорошее вознаграждение. Однако, увидев правдивые фотографии, которые запечатлели превращения Джейка в монстра, друзья все поняли и, не испугавшись его, отправились выручать его. В итоге спасённый Джейк не осмелился стирать память своим товарищам, и они вместе стали контролировать гармонию магического мира.
Сам же профессор Ротвуд, учитель Джейка, Спада и Трикси, бывший претендент на место профессора в институте, — человек, полностью помешанный на мистике и волшебстве, которое признанно считать выдумкой, а также на магических созданиях, которых тоже вроде как не существует, но которых так защищает Джейк. Именно Ротвуд — причина многих бед Американского дракона. Особым переворотом стал момент, когда гореученый, после долгих наблюдений за подозрительным учеником ещё со времен странного исчезновения купленного Ротвудом дракона, вывел Джейкоба на чистую воду и раскрыл его драконий образ.
Дома у Джейка тоже идет постоянная борьба, в основном с младшей сестрёнкой Хейли. Его очень задевало, что Хейли прогрессирует очень быстро. Например, она научилась превращаться в дракона в более раннем возрасте, чем Джейк. Хейли уверена, что «нужно учиться на своих ошибках, а если у тебя есть старший брат, лучше учиться на его». Частые подколы и соперничество брата и сестры неизбежны, но, несмотря на ссоры, дети любят и ценят друг друга. К тому же, Хейли частенько нужно защищать.
Мама Джейка тоже дракон, но в течение всего мультфильма её драконий образ показан не был. Она тоже помогает Хейли постигать некоторые нюансы светской драконьей жизни. Эту магическую семью драконов замыкает обычный человек, жизнерадостный эмоциональный чудак Джонотан Лонг, муж Сьюзан. Семья живёт спокойно и гармонично, все объединённые мыслью, что главе семьи необязательно знать о драконах и уж тем более о широком магическом мире. Ведь никто не знает, какой будет реакция простого человека…
Но вот задания Джейка становятся все серьёзней и опаснее, противники все сильнее и хитрей, а затем становится ясно, что Джейк все это время готовился к самому важному и ответственному испытанию в его жизни: встречи с Темным драконом, самым злым и опасным существом волшебного мира, которое хочет поработить и изничтожить человечество, открыв тайны живущих совсем рядом единорогов и эльфов, лепреконов и гоблинов. И даже Американскому дракону не справиться без помощи верных друзей, поддержки семьи, а также любви.

## Персонажи

### Положительные
- Джейкоб Люк «Джейк» Лонг (англ. Jacob Luke Long) — протагонист мультсериала. Бесстрашный и дружелюбный, а иногда гордый и ленивый, 13/14-летний подросток, обладающий секретной способностью превращаться в дракона. Является защитником магического мира в Североамериканском регионе США, и каждый день помогает разнообразным волшебным созданиям (феям, эльфами, лепреконам и так далее). Драконьим способностям обучается у своего дедушки Лао Ши, который тоже дракон. Живёт в Манхэттене, в доме 182, на улице Шорн Игл. Обычно одевается в белую майку, джинсовые голубые шорты, синие-серые кроссовки и красную куртку с жёлтыми рисунками. В образе дракона Джейк выглядит красно-жёлтым, высоким и мускулистым (во 2-м сезоне — более худым, напоминающим китайского дракона). Обожает музыку в стиле Хип-Хоп (вроде песен суперзвезды Шаниквы Чулависты) и отлично умеет кататься на скейтборде. Учится в средней школе имени Филмора, вместе со своими лучшими друзьями Трикси и Спадом, у Ганса Ротвуда, с которым у него крайне напряжённые отношения. Сильно влюбился в Роуз, одновременно являющейся Хансгёл, помощницей главного врага Джейка, Хансмена. Его коронные фразы: «О, боже!» и «О, мама!».
- Актёр озвучания: Данте Баско
- Русский дубляж: Стас Ревазов(1 сезон а иногда 2 сезон), Глеб Гаврилов(2 сезон).
- Лао Ши (англ. Lao Shi) — дедушка Джейка и Хэйли, а также учитель Джейка по драконьим обязанностям. В 1-м сезоне содержит антикварный магазин, но уже во 2-м сезоне владеет магазином техники «Канал Стрит Электроник». Ему около 70 лет. Родом из Китая — об этом говорит не только его вид, но и внешность дракона (дракон Линь — бескрылый, но умеющий летать). В молодости выполнял обязанности Джейка и воевал с Ханскланом. Любит своих внуков. Единственный, кто видел Темного дракона и выжил после встречи с ним.
- Актёр Озвучания: Кионе Ян
- Русский дубляж: Марк Макаренков
- Фу-Дог (англ. Fu-Dog) — весёлый говорящий пёс породы «китайский шарпей» и ассистент Лао Ши. Помогает дедушке Джейка по антикварному магазину, а иногда помогает Джейку втайне от его дедушки. Много знает о магическом мире, так как ему 600 лет. Вечно находит неприятности на свой зад.
- Актёр озвучания: ДжонДи Маджио
- Русский дубляж: Вадим Романов
- Джонатан Лонг (англ. Jonathan Long) — отец Джейка и Хейли. Весьма чудаковатый мужчина. Джейк терпеть не может его чудаковатость, хотя его любит. Вся семья скрывает от него, что он живёт в семье драконов, но в конце 2-го сезона он узнаёт правду.
- Сьюзан Лонг (англ. Susan Long) — мама Джейка и Хейли. Не владеет драконьей силой. Скрывает от своего мужа то, что он живёт в семье драконов.
- Хейли Кей Лонг (англ. Haley Kay Long) — младшая сестра Джейка. Ей 7 лет. Насмехается над Джейком, но любит его. Как и Джейк, способна превращаться в дракона, пока не овладела этой силой полностью, но способна выдыхать огонь. Названа в честь кометы Хэйли.
- Сан Пак (англ. Sun Park) — учитель Филморской школы, в которой учится Джейк. Является Корейским драконом, а после предательства Чанг была назначена драконьим консулом вместо неё. Обучает Хейли владеть драконьей силой, равно также как Лао Ши учит Джейка.
- Артур Спадински (англ. Arthur Spadinski) — лучший друг Джейка. Ему 13 лет. Учится в одной школе с Джейком. Носит шапку из которой торчат длинные волосы. Его поведение в обществе аналогично поведению Кронка из мультсериала Новая школа императора. Спад — компьютерный гений. Также помогает Джейку. До серии «Тезис профессора Ротвуда» не знал что Джейк — дракон. Влюбился в Стейси.
- Трикси Картер (англ. Trixie Carter) — лучшая подруга Джейка и Спада. Ей 13 лет. Она афроамериканка. Очень подвижная и весёлая. Влюблена в Кайла Уилкинса. Также как и Спад раньше не знала что Джейк — дракон. Тоже помогает Джейку.
- Роуз/Хансгёл (англ. Rose/Huntsgirl) — возлюбленная Джейка, к которому она также неравнодушна. Одновременно она является помощницей Хансмена, основного врага Джейка. До поры до времени являлась членом Хансклана. Долгое время пыталась убить Джейка, но когда узнала, кто её враг на самом деле, она позволила ему уйти, за что была наказана — была отправлена в Хансакадемию. С детства она считала свою семью погибшей, но вскоре узнала, что Хансмен похитил её у родных. Имеет на руке родимое пятно в виде китайского дракона, что, по словам Хансмена, означает её прирождённый талант охотника на драконов.

### Отрицательные
- Хансмен (англ. Huntsman) — главный антагонист мультсериала, предводитель Хансклана, чья цель — уничтожение всех магических существ, так как по его мнению, Земля существует только для представителей человеческой расы. На протяжении мультсериала пытался узнать о человеческой личине Джейка, чтобы убить его. Когда Роуз была младенцем, похитил её у родителей, чтобы воспитать её как помощницу и умелую охотницу на драконов, при этом скрывая тайну о её семье. Пытался собрать 13 мистических черепов чтобы уничтожить весь магический мир, и получил их, но благодаря желанию Роуз, он был уничтожен вместе со всем Ханскланом (за исключением Роуз, которую спас Джейк).
- Темный Дракон (англ. Dark dragon) — враг всего магического мира, который хочет захватить его. Его происхождение неизвестно. Единственный, кто выжил после встречи с ним — это дедушка Джейка, а позже и сам Джейк, вместе с подружкой Роуз. Появляется темный дракон в 4 сериях. В конце 2-го сезона был побеждён Джейком и Роуз и запечатан ими в Лунном храме Гонконга на 1000 лет.
- Чанг (англ. Chang) — помощница Темного Дракона. Ей около 70. Раньше состояла в драконьем Ордене, пока не выяснилось, на кого она работает.
- Бананас Би (англ. Bananas B.) — обезьянка, одетая в рэперском стиле. Также, как и Фу, умеет говорить. Первое время был за Джейка, но под страхом смерти перешёл на сторону Чанг. Вместе с ней попытался воскресить Темного Дракона, что в конечном итоге небезуспешно.
- Илай Пандерус (англ. Eli Panderyus) — знаменитый бизнесмен, но на самом деле — зловещий колдун. Хоть и появляется всего в нескольких эпизодах, но в течение всего сериала пытается взять весь магический мир под контроль разными способами (от кражи лепреконского золота, свадьбы на красавице и до попытки вскрыть Шкатулку Пандоры) для собственного обогащения. Тем не менее, все его попытки пресечены Джейком и его друзьями.
- Вики Фиклинг (англ. Viki Fickling) — сирена, которая притворяется доброй. Она отдала Данике кулон, чтобы отобрать у неё Джейкоба. В конце эпизода Трикси ударила её щитом.

### Второстепенные
- Кара и Сара Оракул (англ. Kara and Sara Oracle) — сёстры-близнецы, друзья Джейка. Так как являются дальними потомками Дельфийского Оракула, способны предсказывать будущее. Кара одета в одежду мрачных тонов, но предсказывает только хорошее, а Сара одета в яркую одежду, но предсказывает плохое.
- Профессор Ганс Ротвуд (англ. Professor Hans Rotwood) — учитель (позднее — директор) школы имени Филмора, в которой учится Джейк и его друзья, второстепенный антагонист мультсериала. Ранее он преподавал в университете из которого его выгнали, посчитав его гипотезу о существовании магических созданий ложной. Несмотря на это, он хочет доказать, что они существуют, хотя его попытки нередко заканчиваются задержанием полицией или просто неудачей, но однажды ему удаётся узнать, что Джейк на самом деле — дракон. Между Ротвудом и Джейком видна взаимная неприязнь друг к другу.
- Брэдстер «Брэд» Мортон (англ. Bradster Morton) — один из учеников школы имени Филмора, местный задира. Ему 16 лет, и он старше Джейка и остальных, так как дважды оставался на 2-й год в третьем классе. Постоянно насмехается над Джейком, Трикси и Спадом. 12 лет обучался урокам игры на пианино, однако это ни к чему не привело. Также любит часто избивать того, кто по его мнению — неудачник. Его отец — офицер полиции.
- Фред Нерк (англ. Fred Nerk) — первый австралийский дракон, был звездой на драконьем острове. Он начал войну розыгрышей против Джейка, тем самым они постоянно выставляли друг друга дураками на публике. Фред был его временным соперником на одном из тестов Совета драконов.
- Стэйси Винтергрин (англ. Stacey Wintergreen) — ученица школы имени Филмора. Она также является капитаном школьной команды черлидеров, в которую входят её подруги Трейси и Лэйси (и, временно, Трикси). В неё влюблён Спад, однако она не отвечала ему взаимностью, но позднее, Стэйси признаётся, что она тоже влюблена в него.
- Найджел Трэлл (англ. Nigel Thrall) — юный маг, ученик по обмену из Англии. Соперничал с Джейком, составляя ему хорошую конкуренцию, например, в скейтбординге и рэпе.

Кентавры: Хавельт Спарки
Гаргульи: Эмпаир-Стеилт-Билдинг
Русалки: Ист Ривер

## Игры
Так же на базе мультфильма были созданы две игры, одна для Nintendo DS и другая для Game Boy Advance.
- Attack of the Dark Dragon (DS) — релиз Октябрь 12, 2006 IGN
- Rise of the Huntsclan (GBA) — релиз Октябрь 12, 2006 IGN

## Озвучивание

### Оригинальное[3][4]
- Джейк Лонг — Данте Баско
- «Дедушка» Лао Ши — Кионе Янг
- Фу Дог — Джон Димаджио
- Спад — Чарли Финн
- Трикси — Мисс Китти
- Хэйли — Эми Брукнер
- Джонатан — Джефф Беннетт
- Сьюзан — Лорен Том
- Роуз/Хансгёрл — Мэй Уитман
- Хантсмэн — Джефф Беннетт
- Кара и Сара — Тара Стронг
- Профессор Ганс Ротвуд — Пол Рагг
- Фред Нерк — Адам Вэли
- Эллай Пандерус — Джонатан Фриман
- Сан Пак — Сандра О
- Тёмный Дракон — Клэнси Браун
- Консул Чанг — Лорен Том
- Бананас Би — Адам Вэли
- Долорес Дерсето — Сюзанна Блэйксли
- Брэд — Мэтт Нолан
- Даника Ханикат — Джессика Ди Чикко
- Найджел Трэлл — Адам Вэли

### Русский дубляж
- Джейк Лонг — Станислав Ревазов (1 сезон - 2 сезон 3, 5, 7-8, 14, 16, 21-22 серии), Глеб Гаврилов (2 сезон 4, 6, 9-13, 15, 17-20, 23-31 серии)
- «Дедушка» Лао Ши — Марк Макаренков
- Фу Дог — Вадим Романов
- Спад — Алексей Решетников
- Трикси — Марианна Мокшина
- Хэйли — Ульяна Солодинова, Татьяна Михалевкина (последние серии второго сезона)
- Джонатан — Олег Куликович
- Сьюзан — Мария Цветкова-Овсянникова
- Роуз/Хансгёрл — Ольга Ефимова
- Хантсмэн — Вадим Гущин
- Кара и Сара — Варвара Чабан, Екатерина Кабашова
- Профессор Ганс Ротвуд — Олег Алмазов
- Эллай Пандерус — Андрей Тенетко (первый сезон), Юрий Саввин (второй сезон)
- Сан Пак —  Елена Попель
- Тёмный Дракон — Дмитрий Лагачёв (первый сезон), Роман Никитин (второй сезон)
- Консул Чанг — Елена Ставрогина (первый сезон), Регина Щукина (второй сезон)
- Бананас Би — Григорий Захарьев
- Долорес Дерсето — Елена Ставрогина
- Брэд — Андрей Кошкин
- Найджел Трэлл — Александр Трофимов